# Гребля Фум-Херца

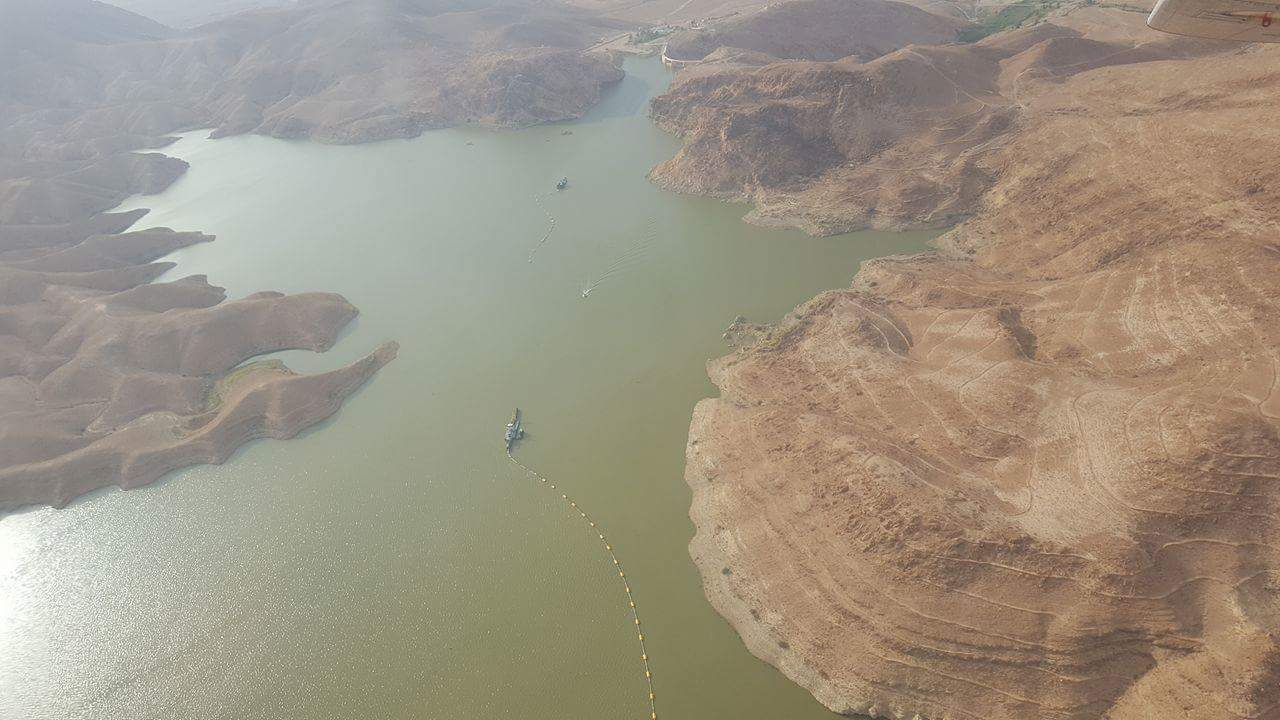
Вид водосховища з повітря

Марка із зображенням греблі

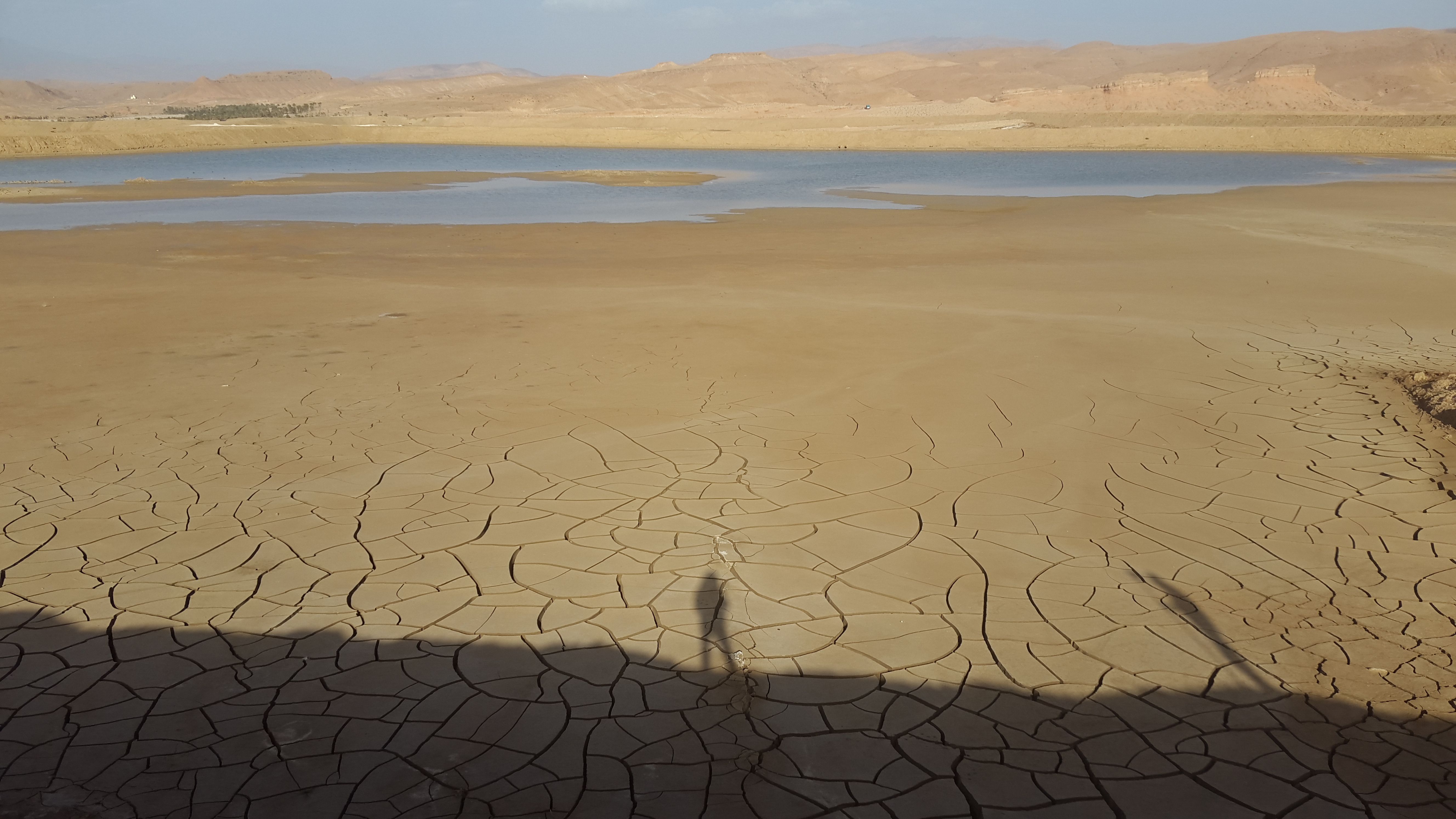
Висохла ділянка водосховища

Гребля Фум-Херца (Foum Gherza) – гідротехнічна споруда на півночі Алжиру.
Греблю спорудили у 1948 – 1950 роках в південній частині гір Орес на уеді Ел-Аб’яд (El Abiod, після водосховища носить назву уед Ель-Біраз (El Biraz)), який є лівою притокою уеду Джеді (Djedi), що несе води до безстічного басейну озера Шотт-Мельгір. Водозбірний басейн вище від споруди складає біля 1300 км2, а її головним призначенням є іригація (є відомості, що певний час при греблі також діяла якась гідроенергетична установка).
В межах проекту долину уеду перекрили бетонною арковою греблею висотою 73 метра (висота над дном ваді 65 метрів), довжиною 126 метрів та товщиною від 3 (по гребеню) до 11,5 метрів (по підошві) метрів. Ліворуч її провдовжує пряма ділянка довжиною 60 метрів із максимальною висотою 22 метра.
Гребля утворила водосховище об’ємом 47 млн м3 (є відомості, що при номальному рівні води на позначці 198,9 метра НРМ об’єм сховища становить 32 млн м3, а максимальний рівень води визначений як 203,25 метра НРМ при рівні гребеню греблі у 203,85 метра НРМ). Є відомості, що станом на кінець 2020-х сховище було замулене не 65% від початкової ємності.
Гребля споруджена в районі з тріщинуватими вапняками, при цьому герметизуюча завіси не може повністю впоратись із протіканням, загальний обсяг якого за період з 1950 по 2017 роки оцінюється у 220 млн м3.